# Kresh (langue)
Pour les articles homonymes, voir Kresh.
Ne doit pas être confondu avec Gbaya (langue).
Le kresh (ou gbaya) est une langue – ou un groupe de langues – de la famille des langues soudaniques centrales, parlée au Soudan du Sud par les populations kresh. En 2013 elle est parlée au Soudan du Sud par 16 000 personnes en tant que langue maternelle et 4 000 en tant que langue secondaire. Elle est proche de l'aja.

## Liste des langues kresh
Liste des langues kresh:
- le dongo
- le gbaya-dara
- le gbaya-gboko
- le gbaya-ndogo
- le gbaya-ngbongbo
- le naka
- le orlo
- le woro